# Naturschutzgebiet Biotopverbund Spreeaue
Koordinaten: 51° 50′ 56″ N, 14° 18′ 32″ O
Der Biotopverbund Spreeaue ist ein 634,54 Hektar großes Naturschutzgebiet in Brandenburg, das seit dem 25. Juni 2003 unter Naturschutz steht.

## Vorgeschichte

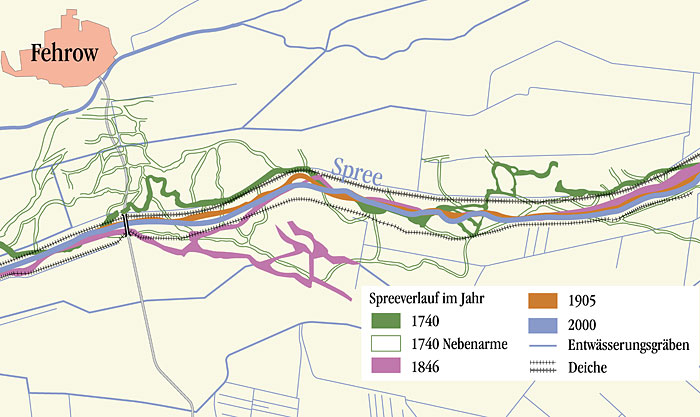
Schrittweise Reduzierung der Spreeauenlandschaft bei Fehrow durch Melioration und Eindeichung.

Die Cottbuser Spreeaue vor der Renaturierung (Zustand 2002).

Vor 1900 war die Spreeaue in diesem Bereich eine Landschaft, die durch stark schwankende Pegelstände der Spree regelmäßig überschwemmt wurde. So fand man zwischen sumpfigen Gebieten, Feuchtwiesen, Auenwäldern und viele kleineren Nebenarmen der Spree eine vielfältige, teilweise einzigartige Tier- und Pflanzenwelt – vergleichbar mit Teilen des Spreewalds.
Die betreffenden Gebiete der Spreeaue nördlich von Cottbus wurden seit dem 17. Jahrhundert zunehmend durch Melioration trockengelegt und um 1900 flussnah eingedeicht. Durch diese Maßnahmen wurden Nebenarme der Spree abgetrennt und Flächen für die Landwirtschaft gewonnen. Die industrielle Landwirtschaft bis in die späten achtziger Jahre des 20. Jahrhunderts verursachte eine teilweise Überdüngung der Felder, mit weitergehenden Folgen auch für die eingedeichten Rest-Naturflächen der Spreeaue. Geringere Artenvielfalt bei Flora und Fauna waren die Folgen.
Mit dem partiellen Niedergang der Landwirtschaft ab 1990 in der Lausitz ergaben sich Chancen, diese Entwicklung zu korrigieren. Beschleunigt wurde das Projekt „Renaturierung der nördlichen Cottbuser Spree“  durch die Vorbereitung der Devastierung des Ortes Lakoma und der Lakomaer Teichlandschaft für den Tagebau Cottbus-Nord durch den Energiekonzern Vattenfall. Das Biotop Lakomaer Teichlandschaft (Rotbauchunken, Eremiten u. a.) sollte in die Spreeaue „umziehen“. Unter dem Begriff „Biotopverbund Spreeaue“ wurde das Gebiet in die Liste der Naturschutzgebiete in Brandenburg aufgenommen. Es wurde beschlossen, einen über 10 Kilometer langen Abschnitt der Spree nördlich von Cottbus zu renaturieren. Die Palette der vorgesehenen Maßnahmen reichte von der Neuerrichtung von Teichen über die teilweise Mäanderung der Spree, Schaffung von neuen Spreenebenarmen, Belebung der Feuchtwiesen durch Uferabsenkung, Wiederbelebung der Reste der Spreeauenwälder, Aufbau von Stromschnellen bis zur Erweiterung der Spreeauen durch eine großzügigere Eindeichung bei Fehrow.

## Start der Baumaßnahmen

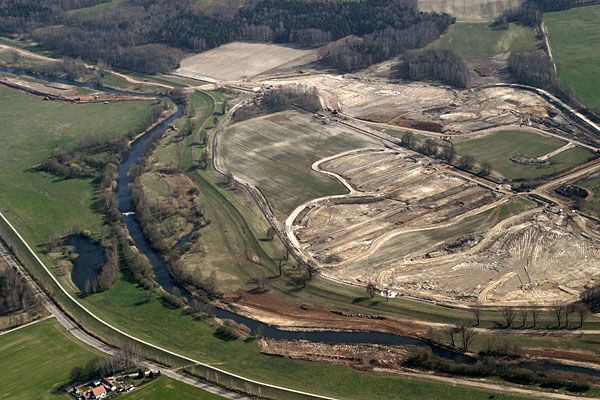
März 2007: Die ersten Konturen der zukünftigen Teiche bei Maiberg werden sichtbar.

Nach einer langen und komplizierten Planungsphase wurden 2007 die ersten Arbeiten am südlichen Spreeufer bei Maiberg, einem Wohnplatz von Cottbus, sichtbar. Es entstanden die Rohbauten der zukünftigen Teiche als Ausgleich für die Lakomaer Teiche. Gewaltige Erdmassen wurden ausgehoben, verschoben und biologisch angereichert. Insgesamt wurden im Umfeld der neuen Teichlandschaft 25.000 Gehölze eingebracht, davon 16.450 Bäume und Sträucher, 550 wieder ausschlagfähige Wurzelstöcke von Weide und Schwarzerle sowie mehr als 8.000 Weidensteckhölzer und Setzstangen. Um einen schnellen Start der biologischen Prozesse zu ermöglichen, erfolgte der Einbau von etwa 6.000 m³ Rhizommaterial (von Schilf). Im Sommer 2007 und 2008 wurden 97.000 Amphibienlarven und Jungtiere, davon 55.000 Rotbauchunken, aus dem Teichgebiet Lakoma in die Spreeaue umgesiedelt – eine bisher selten gesehene Aktion, was vor allem den Umfang betrifft.
Seit 2007 wird die Spreeaue bei Maiberg von Biobauern genutzt. Die Landschaftspflege wurde zum Teil durch Heckrinder und Wasserbüffel erledigt, die in einem eigenen Reservat ihren Dienst tun.
2008 erfolgten wasserbauliche Veränderungen (Mäanderbildung und Uferabsenkungen) hauptsächlich in der Nähe des Maiberger Spreebogens. Dabei wurden etwa 200 Meter Gewässerneubau für die Mäanderanbindung und rund 400 Meter Gewässerausbau im Bereich der Mäanderschleife vollzogen. Weiterhin wurden zwei Überlaufdämme und drei Grundschwellen errichtet.
Ebenfalls in diesen Zeitraum fällt die Neustrukturierung der Spree auf 2,9 Kilometer Länge südwestlich des Maiberger Spreebogens.
Obwohl die Umweltbaustelle noch recht jungfräulich aussah, nahm das Interesse der Öffentlichkeit sprunghaft zu. War die Lausitz bisher ein Synonym für abgebaggerte Landschaften ohne Wert, konnte hier die Verwandlung einer Landschaft über wenige Jahre zum Vorzeigeprojekt beobachtet werden. Allein bis zur Halbzeit der Baumaßnahmen fanden sich 8000 geführte Besucher, zum Teil Fachleute aus aller Welt ein. Die direkte Lage am Gurken-Radweg zum Spreewald brachte ein Mehrfaches der letztgenannten Zahl an Besuchern.

## Halbzeit

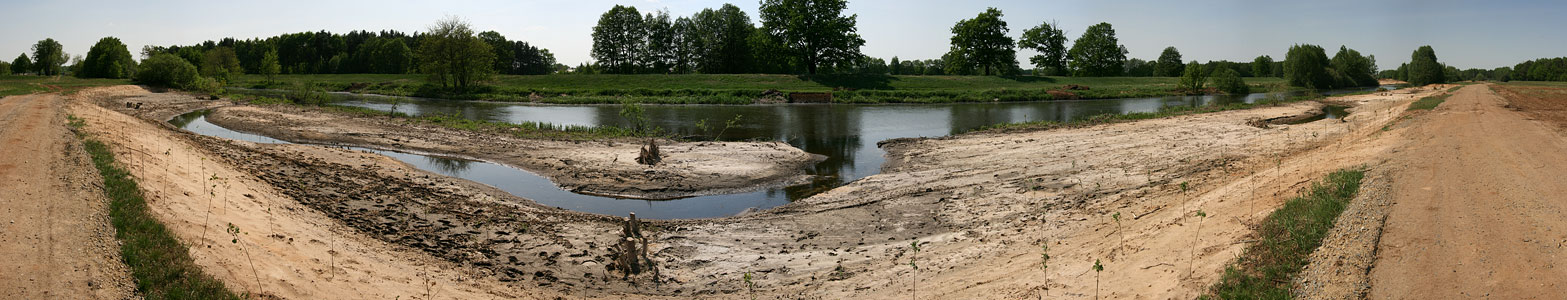
Gestalteter Uferstreifen nördlich von Döbbrick. Drei Monate nach dieser Aufnahme kehrte die Natur in all ihrer Pracht zurück. (180°-Panorama)

Ende Oktober 2009 wurden zur Halbzeit der langjährigen Baumaßnahmen neue Zahlen präsentiert. Danach wurden insgesamt 150.000 Amphibien umgesetzt und 80.000 Sträucher und Gehölze gepflanzt. 40 Heckrinder, Tarpan-Abbildzüchtungen und Wasserbüffel wurden angesiedelt. Bis 2017 soll das Gebiet durch ein breit angelegtes Monitoring genau beobachtet werden.

## Das Hochwasser von 2010

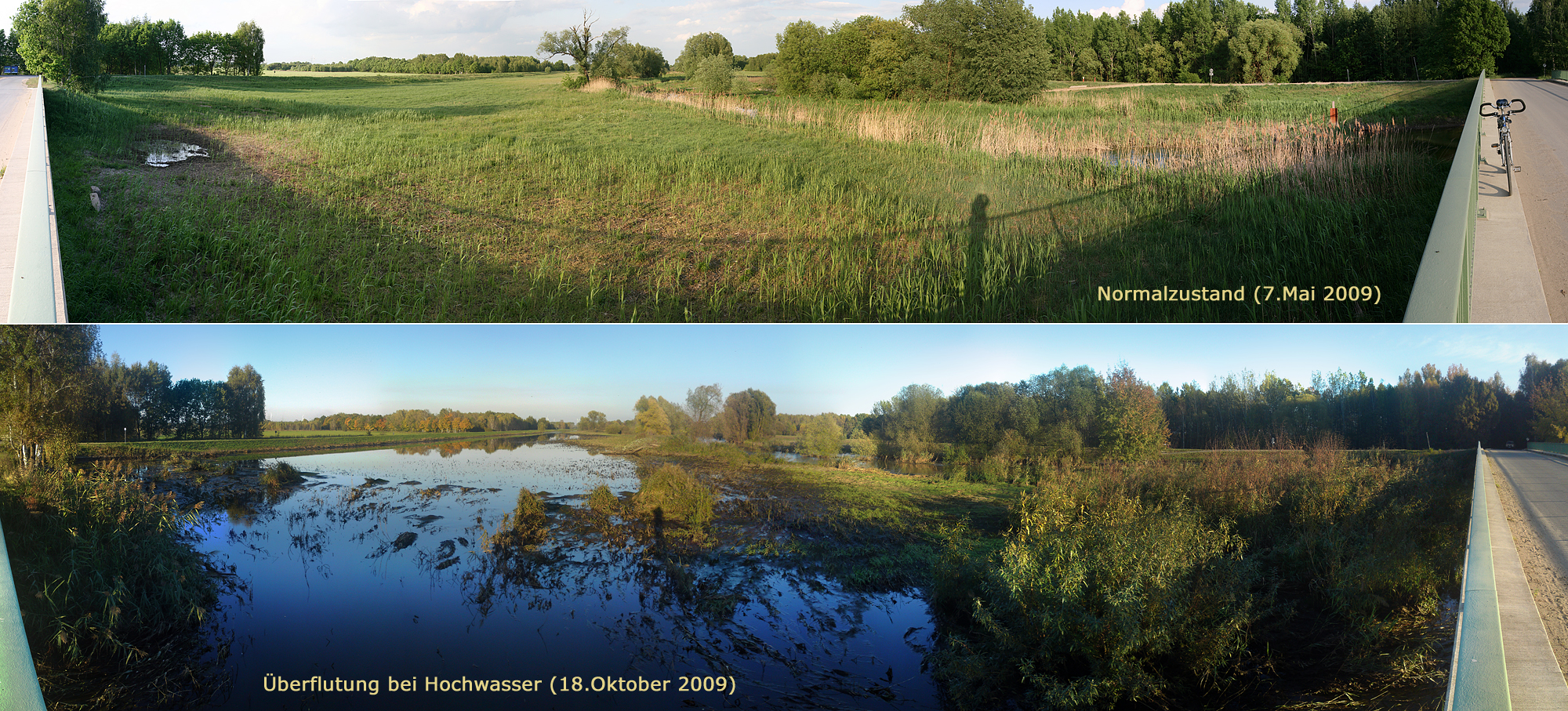
Vergleich der Spreeaue an der Maiberger Brücke im Normalzustand und bei Hochwasser

Anfang August 2010 regnete es sehr reichlich in Mitteleuropa. Die Folge waren im Bereich der Lausitzer Flüsse in Form von Hochwasser zu erleben. Die renaturierte Spreeaue fungierte zum ersten Mal nach fast einem Jahrhundert als riesiges Auffangbecken für einen Teil der Wassermassen. Die erste Hochwasserwelle vom 10. August (Scheitelpunkt) legte große Auenflächen unter Wasser. Die Deiche hielten. Die zweite Hochwasserwelle im Oktober 2010 war weniger heftig, sah aber rein optisch noch schlimmer aus, da der Boden noch völlig durchweicht war und das Wasser demnach noch größere Seen innerhalb der Deiche bildete. Die temporären Seen lockten hunderte von Wasservögeln an. So wurden beispielsweise zwischen den Cottbuser Ortsteil Döbbrick und der Maiberger Brücke am 18. Oktober 2010 (gegen 17.00 Uhr) ungewöhnliche 122 Schwäne gezählt. Neben diesen positiven Folgen, gibt es aber auch sehr negative Folgen für die in den Spreeauen lebenden Menschen. Hunderte von Wohnhäusern stehen seit Monaten im durchnässten Gebiet, Keller sind voll Wasser und die Weiden können nicht landwirtschaftlich genutzt werden. 